# Intrada (Honegger)

Intrada (H. 193), est une sonate pour trompette et piano d'Arthur Honegger. Composée en 1947 pour le Concours international de Genève, elle comporte trois mouvements.

## Analyse de l'œuvre
1. Maestoso
2. Allegro
3. Maestoso